# Sunrise Medical
Sunrise Medical GmbH mit Sitz in Malsch, Baden-Württemberg, entwickelt, produziert und vertreibt Rollstühle. Das 1978 unter der Firma Sopur GmbH gegründete Unternehmen wurde im Jahr 1992 in den US-amerikanischen Medizinproduktekonzern Sunrise Medical Inc. eingegliedert. Im Juni 2015 erwarb Nordic Capital den Sunrise-Medical-Konzern von Equistone Partners Europe. Die Konzernzentrale liegt im badischen Malsch bei Heidelberg. Als Vorreiter für die Serienfertigung von Rennrollstühlen in Europa kommt dem Unternehmen heute noch Bedeutung im Behindertensport zu, inzwischen jedoch vornehmlich im Handbikesport.

## Geschichte

### 1978–1992
Das Unternehmen hat seinen Ursprung in der Metallbaufirma Sorg & Purkott (Sopur), die bis Ende der 1970er Jahre vor allem Gartentore, Gitterroste und Treppengeländer herstellte. Kurz nach den Sommer-Paralympics 1980 in Arnheim präsentierten Hugo Sorg und Erich Purkott beim Rollstuhlsportverein Heidelberg-Schlierbach ihr neuartiges Rollen-Ergometer. In Zusammenarbeit mit den Behindertensportlern Errol Marklein, Winfried Sigg und Jürgen Geider entstand bei Sopur daraufhin der erste Rennrollstuhl Europas, der Track. Der Erfolg mit den Rennrollstühlen veranlasste Sopur, auch in das Rollstuhlgeschäft einzusteigen. Im Jahr 1992 hatte die Sopur GmbH 170 Mitarbeiter.

### 1992 bis heute
1992 wurde die Sopur GmbH an den amerikanischen Medizinprodukte-Konzern Sunrise Medical Inc. verkauft. Sunrise Medical Inc. wurde 1983 gegründet und hat seinen Firmensitz in Boulder, Colorado/USA. Das Unternehmen ist in den USA Marktführer in der Entwicklung, Produktion und im Vertrieb von Rehabilitationsprodukten. An ihren Standorten forscht und entwickelt die Sunrise Medical Inc. an Innovationen im Mobilitätssektor und produziert und vertreibt ein vielseitiges Spektrum an Medizinprodukte-Marken, darunter auch besondere Rollstühle für den Behindertensport.
Seit 1996 entwickelt und produziert das Unternehmen u. a. auch Handbikes für den Breiten- und Leistungssport körperlich behinderter Sportler.
Im November 2012 werden von Equistone Partners Europe beratene Fonds mit Sitz in München Hauptgesellschafter des Sunrise-Medical-Konzerns. Seitdem ist das Unternehmen mit Sitz im baden-württembergischen Malsch durch Zukäufe gewachsen. So verstärkte Sunrise Medical sein Angebot um Fahrkontroll- und Steuerungselemente sowie Sport- und Basketballrollstühle durch die Akquisitionen von Switch It und RGK Wheelchair Ltd.
Am 11. Juni 2015 gab der Konzern bekannt, dass Nordic Capital die Sunrise Medical-Gruppe von Equistone Partners erworben hat. Anfang August 2015 kaufte das Unternehmen den Mobility-Geschäftsbereich von Handicare mit Hauptsitz in Helmond, Niederlande hinzu.

## Team Sunrise
Das Team Sunrise wurde 1987 gegründet, um den Rollstuhlsport und die Entwicklung der dazu benötigten technischen Ausstattung voranzutreiben. Heute wird das Team unter der Leitung des mehrfachen Paralympics-Siegers Errol Marklein von Sunrise Medical zusammen mit Audi Fahrhilfen und der Firma Schwalbe gefördert.
Rekorde:
- Heinz Frei, 14-facher Paralympics-Sieger;
- Winfried Sigg, Paralympics-Sieger 1996 über 400 m;
- Lily Anggreny, Weltrekordhalterin über 5000 m;
- Heinrich Köberle, Weltrekordhalter im Marathon, 5-facher Paralympics-Sieger;
- Errol Marklein, 6-facher Paralympics-Sieger;
- Vico Merklein, Weltrekordhalter im Marathon.[13]

2015 kam der Rennrollstuhlfahrer Alhassane Baldé zum Team hinzu.
Bei den Sommer-Paralympics 2012 in London hat der Team Sopur-Sportler Vico Merklein im Handbike-Straßenrennen die Silber-Medaille gewonnen. Bei den Sommer-Paralympics 2016 holte er in Rio de Janeiro in der gleichen Disziplin die Gold-Medaille.
Vico Merklein hat in seiner Rennklasse beim Internationalen Heidelberger Rollstuhlmarathon 2013 eine neue Bestzeiten erreicht.
Bei der Paracycling-Weltmeisterschaft 2015 in Nottwil gewann Vico Merklein im Zeitfahren sowie im Straßenrennen in seiner Rennklasse zweimal die Silbermedaille.